# Riccardo Cocciante
Riccardo Vincent Cocciante, noto negli Stati Uniti e nei Paesi francofoni come Richard Cocciante (Saigon, 20 febbraio 1946), è un cantautore e compositore italiano con cittadinanza francese.

## Biografia

### Gli inizi
Nasce a Saigon (Indocina francese) il 20 febbraio 1946 da padre italiano originario di Rocca di Mezzo (in Provincia dell'Aquila) e da madre francese. A undici anni emigra con la famiglia a Roma, dove frequenta il Lycée Chateaubriand. È in Italia che si forma artisticamente, anche se manterrà sempre, grazie alla madre, una sorta di "doppia identità" italo-francese.
Comincia a esibirsi col suo complesso i Nations nei locali romani, con un repertorio di testi in inglese e, dopo vari provini con alcune etichette, viene messo sotto contratto dalla RCA Talent, esordendo nel 1968 con lo pseudonimo Riccardo Conte, incidendo un 45 giri che però passa inosservato. Notato da Mario Simone e Paolo Dossena, gli viene proposto di passare alla loro etichetta, la Delta, con cui incide, utilizzando il nome Richard Cocciante, nel 1971 il 45 giri Down memory lane/Rhythm e, nello stesso anno, la canzone Don't Put Me Down, contenuta nella colonna sonora del film Roma bene di Carlo Lizzani; queste incisioni non ottengono però riscontri presso il pubblico.

Antonello Venditti, Simona Izzo, Francesco De Gregori e Riccardo Cocciante durante le prove di Racconto (1973)

Cocciante conosce in quel periodo gli autori Marco Luberti e Amerigo Paolo Cassella: decide quindi di passare a testi in italiano, cominciando una collaborazione con i due autori, e firma un nuovo contratto con l'RCA Italiana, per cui pubblica nel 1972 un concept album con influenze musicali di rock progressivo, Mu, raccontando la storia del continente perduto Mu, ancora a nome Richard.
Alle registrazioni dell'album partecipano molti musicisti prestigiosi, tra cui il leader dei Brainticket, il flautista Joel Vandroogenbroeck, e il tastierista Paolo Rustichelli (del duo Rustichelli e Bordini). L'anno successivo, il 1973, esce il suo secondo LP Poesia pubblicato come "Richard Cocciante" che, al contrario del precedente (costituito da due suite, una per lato) è composto da canzoni nello stile con cui Cocciante diventerà poi noto in seguito. La title track viene incisa nello stesso periodo da Patty Pravo, e col tempo diventerà una delle canzoni più note del cantautore.

Riccardo Cocciante negli studi dell'RCA nel 1973, durante le registrazioni dell'album Poesia; al basso Mario Scotti

### I primi successi discografici (1974-1979)
Il primo vero successo pubblicato è la canzone Bella senz'anima e l'album da cui è tratta, Anima, è arrangiato da Ennio Morricone e Franco Pisano, e contiene altre canzoni molto note di Cocciante, tra cui Quando finisce un amore, Qui (presentata pochi mesi prima al Festival di Sanremo 1974 da Rossella), Il Mio Modo di Vivere (di cui il gruppo della Schola Cantorum inciderà una cover nel suo album Coromagia vol. 2 del 1976) e L'odore del pane, già conosciuta in quanto l'anno precedente era stata incisa da Don Backy, che l'aveva inserita nel suo album Io più te. Quando finisce un amore entrerà nella classifica degli Stati Uniti e sarà prima nel 1999 in Olanda tradotta e cantata da Marco Borsato Waarom nou jij (Quando finisce un amore).
Il 1975 è l'anno de L'alba e della collaborazione con il solo Marco Luberti, sia come produttore sia come coautore. L'album riporta Cocciante in classifica grazie alla canzone omonima, pubblicata su 45 giri, e altre come Era già tutto previsto (che verrà poi incisa nel 2013 da Andrea Bocelli nell'album Passione) o Canto popolare (incisa anche da Ornella Vanoni).
Nel 1976 incide e pubblica l'album Concerto per Margherita con il brano di successo Margherita che sarà primo anche in Spagna, Francia, e in molti paesi del Sudamerica. Nel 1999 in Olanda il brano sarà tradotto in olandese e cantato da Marco Borsato riscuotendo un notevole successo di vendite. Nel 1978 esce l'album Riccardo Cocciante con il brano di successo A mano a mano, cantata anche da Rino Gaetano, inserita in un album a due con lo stesso Rino coadiuvati dal gruppo prog New Perigeo. Esso verrà poi inciso nel 2013 anche da Andrea Bocelli. Nel 1979 esce l'album ...E io canto con il brano Io canto (che nel 2006 Laura Pausini ha riportato in classifica con l'omonimo album di cover). Qui finisce la collaborazione con il suo produttore e coautore storico, Marco Luberti.

### Gli anni ottanta e novanta
Inizia così dagli anni ottanta un nuovo percorso artistico con Mogol, il quale scriverà per lui i testi di molti suoi album, premiati da ottimi risultati di vendita e caratterizzati da alcune collaborazioni internazionali. Nel 1980 pubblica Cervo a primavera, nel 1982 è la volta di Cocciante, prodotto da Shel Shapiro e contenente diversi successi come Celeste nostalgia, Un nuovo amico e In bicicletta; nel 1983 esce Sincerità, registrato negli Stati Uniti d'America con i musicisti dei Toto, nel 1985 tocca a Il mare dei papaveri, che contiene il duetto con Mina Questione di feeling, per poi proseguire nel 1987 con La grande avventura, album quest’ultimo, arrangiato da Geoff Westley, con alcuni brani scritti da Lucio Dalla ed Enrico Ruggeri. Dopo 4 anni di silenzio partecipa e vince il Festival di Sanremo 1991 con Se stiamo insieme chiudendo la sua collaborazione con Mogol e pubblicando un altro album omonimo Cocciante contenente un altro duetto femminile, stavolta con Paola Turci (E mi arriva il mare).
Il 1993 è l'anno dell'album Eventi e mutamenti e nel 1994 pubblica il CD Un uomo felice in cui propone svariati duetti con interpreti femminili, fra le quali Mietta in due brani (Sulla Tua Pelle ed E Pensare Che Pensavo Mi Pensassi Almeno Un Po') e ancora Mina, che con Riccardo canta Amore, brano già pubblicato vent'anni prima dall'autore della canzone Maurizio Monti.

### Opera popolare, musical e teatro
Nel settembre 1998 fa il suo debutto in Francia al Palazzo dei Congressi di Parigi, la rielaborazione dell'opera popolare Notre-Dame de Paris di Victor Hugo, riscritta dal poeta Luc Plamondon, su musiche di Riccardo Cocciante. Il successo è notevole: in Italia lo spettacolo esordisce nel marzo 2002 con la riscrittura dei testi curata da Pasquale Panella. Al Lincoln Center, New York dal 13 al 24 luglio 2022.
Sempre nel 2002, in ottobre, è lo stesso Cocciante a mettere in scena il musical del romanzo di Antoine de Saint-Exupéry, Le Petit Prince (Il piccolo principe), che vedrà luce ancora a Parigi, ottenendo successo, pur rimanendo stavolta entro i confini francesi.
Nel 2005 Cocciante intervalla l'attività teatrale, tornando sul mercato discografico con Songs, album cantato in quattro diverse lingue.
Nel 2006 Cocciante riprende la sua collaborazione con Pasquale Panella, il quale riscrive i testi in italiano di un'altra opera musicata dallo stesso Cocciante, Giulietta e Romeo di William Shakespeare, che debutta all'Arena di Verona nel giugno 2007.

### Altre collaborazioni
Nel 1984 compone, con Santandrea, La Fenice, che partecipa al Festival di Sanremo 1984 nella sezione Nuove proposte. Ha duettato, con Massimo Bizzarri (Trastevere '90 nel 1993) e con Mónica Naranjo (Sobre Tu Piel nel 1995).
Nel 1995 ha cantato tre canzoni per la colonna sonora del film Toy Story, da lui tradotte in italiano: Hai Un Amico In Me (You've Got a Friend in Me); Che Strane Cose (Strange Things) e Io Non Volerò Più (I Will Go Sailing No More). Ha collaborato anche al terzo e al quarto film della saga, cantando sempre Hai Un Amico In Me in entrambi, e Non Permetto nel quarto.
Nello stesso anno ha annunciato la riduzione dell'attività di musicista sia discografica sia dal vivo.
Nel 2013 è uno dei coach di The Voice of Italy su Rai 2 con Noemi, Piero Pelù e Raffaella Carrà. La sua cantante, Elhaida Dani, vince la prima edizione del programma: Per lei scrive, assieme a Roxanne Seeman, il singolo When Love Calls Your Name. Il 7 ottobre seguente a sorpresa appare allo show di Gianni Morandi Gianni Morandi - Live in Arena intonando l'assolo della celebre Margherita fra l'entusiasmo e gli applausi del pubblico.

## Vita privata
Si è sposato nel 1983 con Catherine Boutet, un'ex funzionaria di una casa discografica parigina, che lo segue nella sua carriera e dalla quale, nel settembre 1990, ha avuto il figlio David. Oltre che in Italia, Cocciante ha vissuto a lungo negli Stati Uniti e in Francia; più recentemente a Dublino, in Irlanda.
Il 14 novembre 2007 è stato condannato in via definitiva a tre anni di carcere con la condizionale dalla corte di cassazione francese per frode fiscale; la sentenza si riferisce all'evasione dell'imposta sul reddito del 2000.

## Premi
- 1991 - Primo classificato al 41º Festival della canzone italiana di Sanremo con la canzone Se stiamo insieme
- 1999 - Premio Victoire de la Musique, per il miglior spettacolo musicale dell'anno e per la migliore canzone, Belle[17]
- 2006 - Premio alla carriera Città di Sanremo[18]
- 2007 - Premio SIAE alla Creatività[19]
- 2008 - Premio PMI, per essersi distinto nella diffusione della musica italiana nel mondo[20]
- 2009 - Premio 12 Apostoli-Montblanc Riconoscimento all'Arte[21]
- 2013 - Premio "Caruso", per aver contribuito a diffondere la cultura e la musica italiana nel mondo e per i meriti conseguiti con Notre Dame de Paris[22]
- 2013 - Premio Simpatia "Oscar Capitolino" alla carriera[23]
- 2014 - Premio "Beato Angelico"[24]
- 2015 - Premio "Alberto Sordi"[25]
- 2015 - Premio Faraglioni alla carriera[26]
- 2016 - Italian Musical Awards, per la migliore musica originale (Notre Dame de Paris)[27]
- 2018 - Premio Croce di Celestino[28]
- 2022 - Premio Riccio d'Argento di Fatti di Musica, 36º Festival del Miglior Live d’Autore diretto da Ruggero Pegna, nella sezione "Miti della Musica Internazionale"[29]
- 2024 - Filming Italy Venice Award, nell'ambito dell'81esima Mostra Internazionale d'Arte Cinematografica - La Biennale di Venezia[30]
- 2025 - Premio per Alti Meriti Artistici, Università degli Studi di Macerata e Università degli Studi di Camerino[31]